# Van-Cleve-Gletscher
Der Van-Cleve-Gletscher ist ein 18 km langer Talgletscher in Südzentral-Alaska. Er befindet sich im Chugach National Forest 85 km ostnordöstlich von Cordova.

## Geografie
Das 1600 m hoch gelegene Nährgebiet des Van-Cleve-Gletschers befindet sich in den Chugach Mountains 15,5 km nordwestlich des Mount Tom White. Es grenzt im Osten an das Nährgebiet des Wernicke-Gletschers. Der Van-Cleve-Gletscher strömt in westlicher Richtung. Der im unteren Bereich 1,3 km breite Gletscher endet auf etwa 450 m. 6,5 km talabwärts befindet sich der Van Cleve Lake  am Nordrand des Miles-Gletschers. Der Van-Cleve-Gletscher befindet sich im Rückzug.

## Namensgebung
Benannt wurde der Gletscher im Jahr 1910 von Lawrence Martin vom U.S. Geological Survey (USGS) nach J. R. Van Cleve, dem General Manager der Copper River and Northwestern Railway.